# Enric Prat de la Riba i Sarrà
|  | «Prat de la Riba» redirigeix aquí. Vegeu-ne altres significats a «Prat de la Riba (desambiguació)». |

Enric Prat de la Riba i Sarrà (Castellterçol, Moianès, 29 de novembre de 1870 – 1 d'agost de 1917), advocat i periodista, fou el primer president de la Mancomunitat de Catalunya (1914–1917) i un dels principals artífexs del ressorgiment del sentiment nacional català del segle xix.
Va participar en la redacció i aprovació de les Bases de Manresa. Com a escriptor, la seva obra cabdal va ser La nacionalitat catalana.

## Biografia
Fill de propietaris rurals originaris de Can Prat de la Riba, de Bigues, els seus pares foren Esteve Prat de la Riba i Magarins i Maria Sarrà i Rosàs. Fou el cinquè fill del matrimoni: Valentí, Rosa, Antònia, Ramon, Enric, Joaquim i Josep.

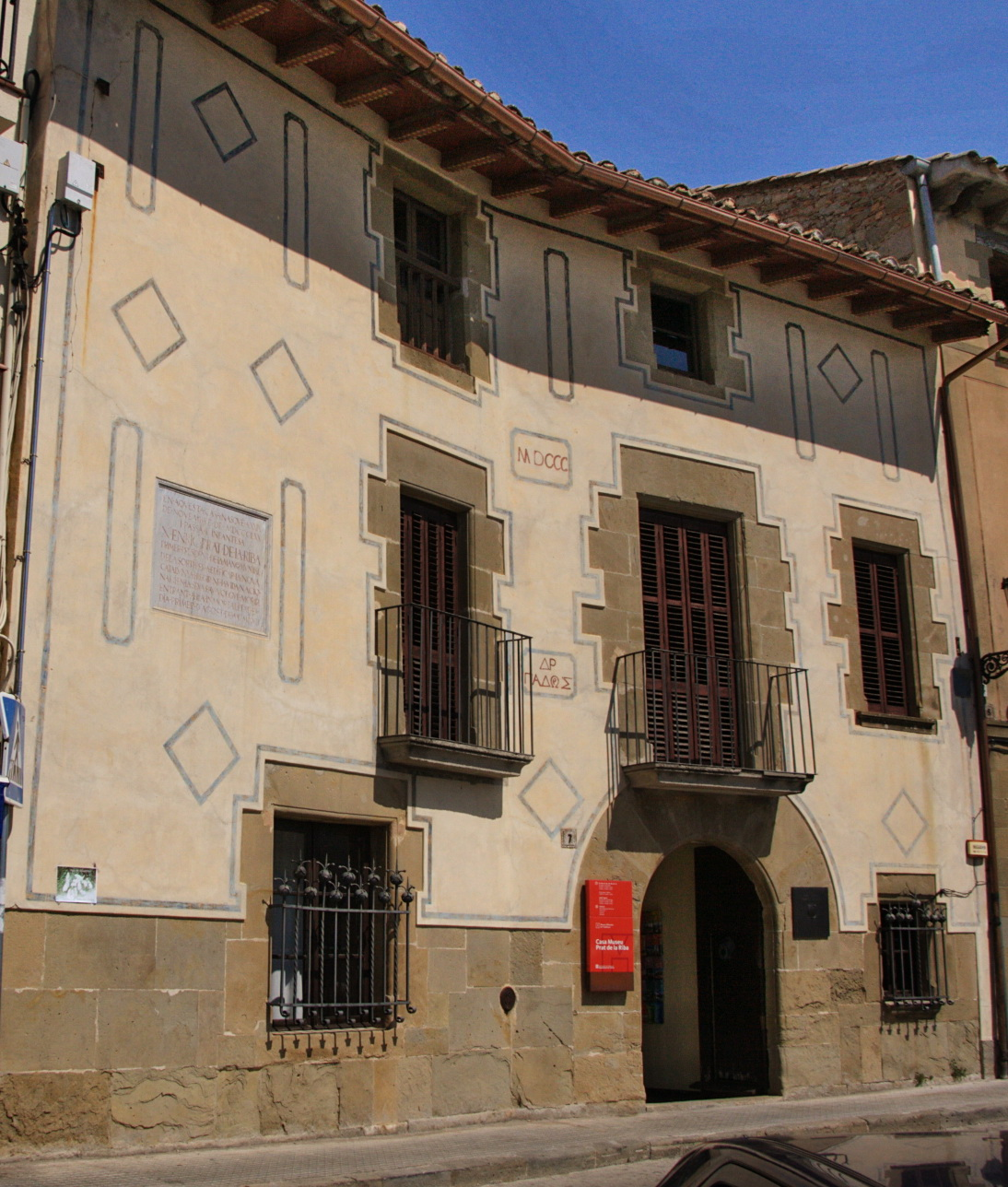
Casa natal de Prat de la Riba a Castellterçol

Va iniciar els seus estudis secundaris a Barcelona, on es va llicenciar en Dret l'any 1893. El 1894 es va doctorar a Madrid amb la tesi La ley jurídica de la industria (Barcelona, 1898). L'any següent es va encarregar, amb dos altres companys d'estudis, de la redacció de la Revista Jurídica de Catalunya. També, des del 1895 va participar en les tasques de l'Acadèmia de Jurisprudència i Legislació de Barcelona. El 1887 va ingressar al Centre Escolar Catalanista, del qual va ser president entre el 1890 i el 1891. Aquest any fou elegit secretari de la junta de la Unió Catalanista i va intervenir en la preparació i els debats de l'assemblea de Manresa que va aprovar les Bases de Manresa.
Membre de la Lliga de Catalunya fins al 1899, va impulsar la creació del Centre Nacional Català, i el 1901 va ésser un dels fundadors de la Lliga Regionalista. Va dirigir el diari La Veu de Catalunya, on va publicar un gran nombre d'articles. Va exposar en les dissertacions, en els escrits periodístics, i principalment en el llibre La nacionalitat catalana (1906), un concepte organicista de la nació.

### Empresonament
L'any 1902, arran d'un article publicat a La Veu de Catalunya titulat Separatisme al Rosselló, una còpia literal del que s'havia publicat al diari de Perpinyà L'Indépendant, s'obrí una causa contra el diari i el 2 d'abril fou decretada la seva entrada en presó provisional, que va durar pocs dies, ja que se'l posà en arrest domiciliari. Després de la coronació d'Alfons XIII es decreta un indult general que fa que el 23 de maig, per disposició de l'autoritat militar, se'l posi en llibertat provisional i finalment el 21 de juny, se li comunica el sobreseïment definitiu de la causa.
El 1905 va ser elegit membre de la Diputació de Barcelona pel districte segon i fou reelegit pel de Vic-Granollers el 1909, el 1913 i el 1917. Elegit president de la diputació el 1907, reelegit el 1909, el 1911, el 1913 i el 1917, defensor de la mancomunitat provincial, va ésser elegit president de la Mancomunitat de Catalunya el 1914 i reelegit el 1917. Va ser membre de l'Acadèmia de Jurisprudència i Legislació, de Barcelona, i autor de nombrosos articles publicats a la Revista Jurídica de Catalunya.
El dia 1 d'agost de 1917 va morir a la seva casa natal de Castellterçol, probablement a conseqüència de la malaltia de Basedow que patia de feia anys. El dia 3, una comitiva fúnebre, que va rebre mostres de condol per cada poble on passava, traslladà el cos fins a Barcelona. A Barcelona es va organitzar un gran seguici per acompanyar el fèretre, que fou enterrat, finalment, al cementiri de Montjuïc el dia 4.

## Obra política
L'any 1887 havia ingressat al Centre Escolar Catalanista, d'on va sorgir una de les primeres definicions del catalanisme. El 1890 en fou elegit president i en el discurs presidencial hi afirmà:
| «                                                                                 | Vinc a parlar-vos de la pàtria catalana, que, petita o gran, és l'única pàtria nostra [...] | » |
| — Enric Prat de la Riba, Discurs presidencial al Centre Escolar Catalanista, 1890 |                                                                                             |   |

L'any 1892 va ser secretari de l'assemblea que va redactar les Bases de Manresa, document que fixava les bases per la devolució de les Constitucions catalanes.

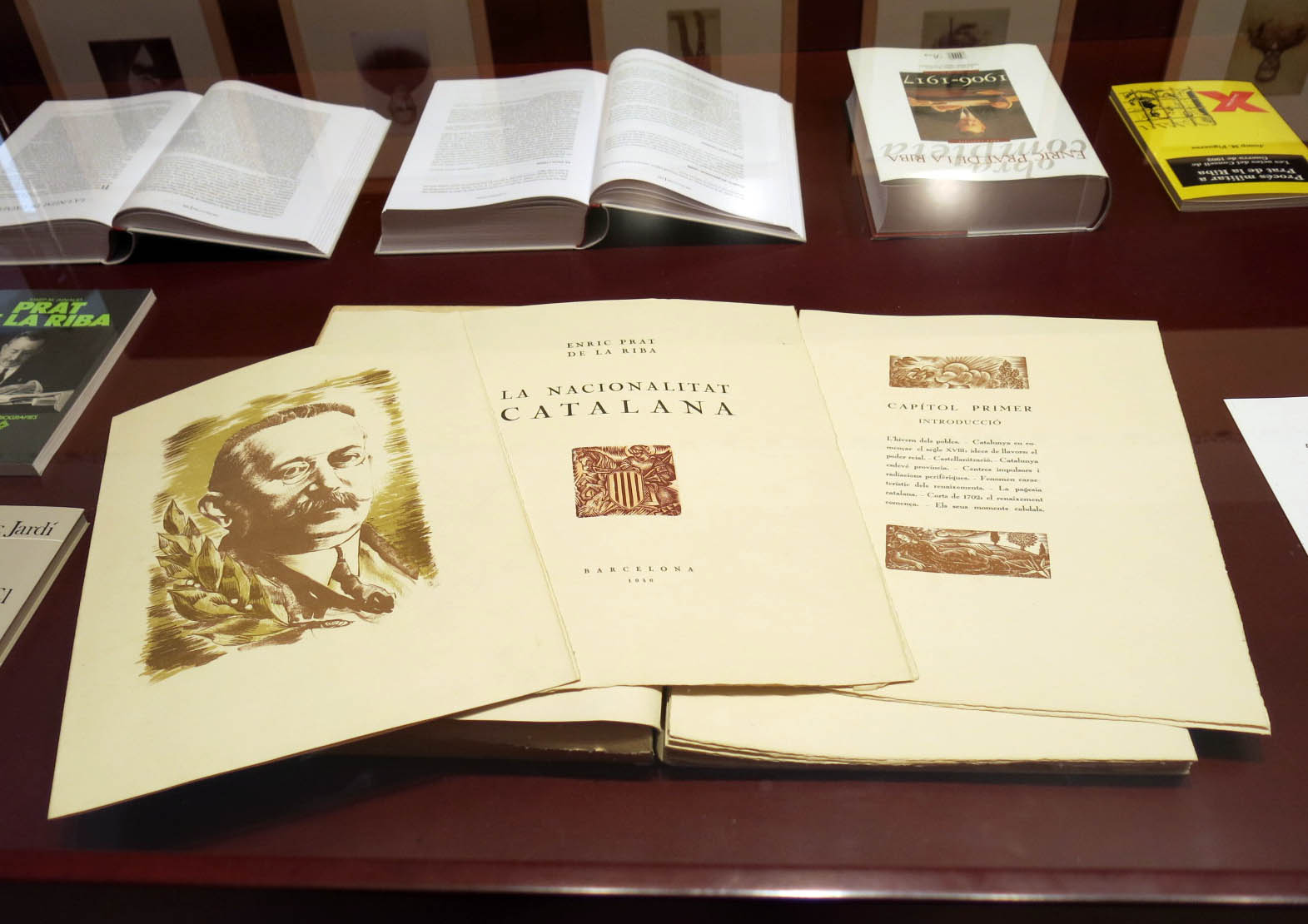
Exemplar de La nacionalitat catalana exposat a la Casa Prat de la Riba de Castellterçol

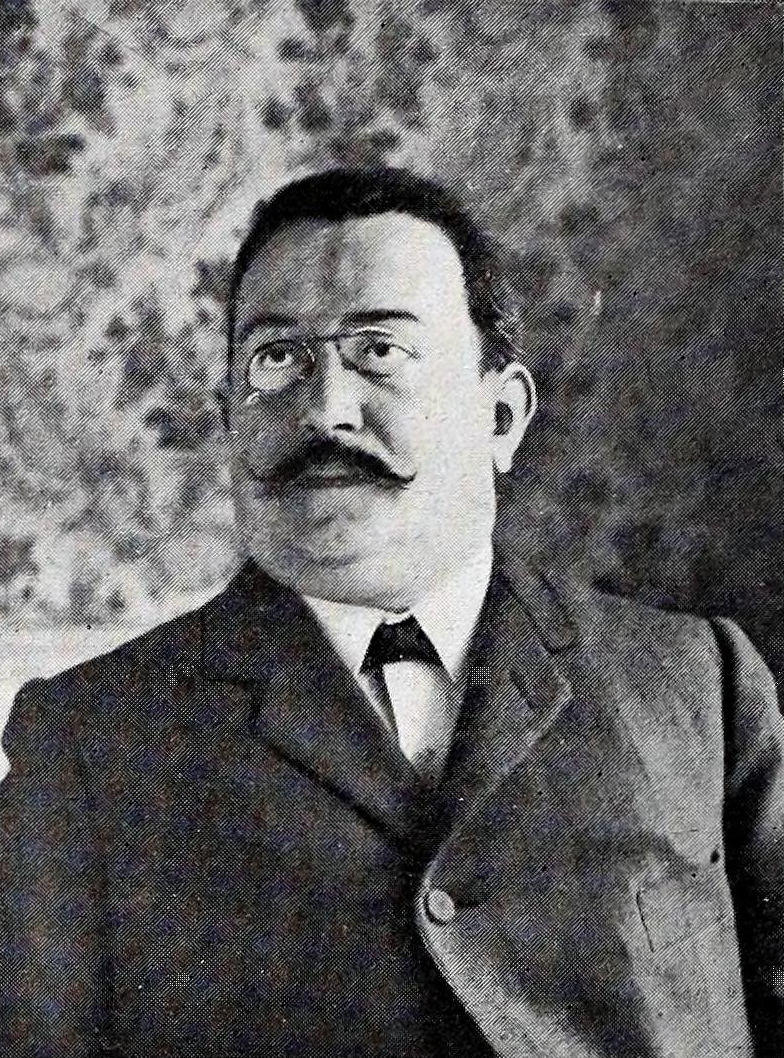
Prat de la Riba el 1908

Defensor del dret català, també ho fou de la llengua catalana. Va tenir diversos càrrecs de responsabilitat dins de la Unió Catalanista. Com a mobilitzador de la consciència catalanista, va elaborar manifestos de la Unió, entre els quals destaca el Missatge al Rei dels Hel·lens l'any 1897, pel qual fou processat.
Així mateix, com a divulgador i pensador catalanista va escriure Compendi de la doctrina catalanista (amb Pere Muntanyola i Carner), Compendi de la Història de Catalunya i va impulsar el diari La Renaixença. Va cooperar activament en el moviment dels Jocs Florals i va participar en el I Congrés Internacional de la Llengua Catalana el 1906.
Des del 1899 va impulsar un corrent polític catalanista, primer al Centre Nacional Català i després a la Lliga Regionalista. També és autor de l'obra referencial La nacionalitat catalana, escrita el 1906. Va donar suport a la participació de la Lliga en la política espanyola; una mostra és la redacció del manifest Per Catalunya i per l'Espanya Gran (1916) i El ahorro propio de los catalanes (1916). Amb l'esclat de la Primera Guerra Mundial, es va posicionar, moderadament, a favor d'Alemanya.

## Obra institucional

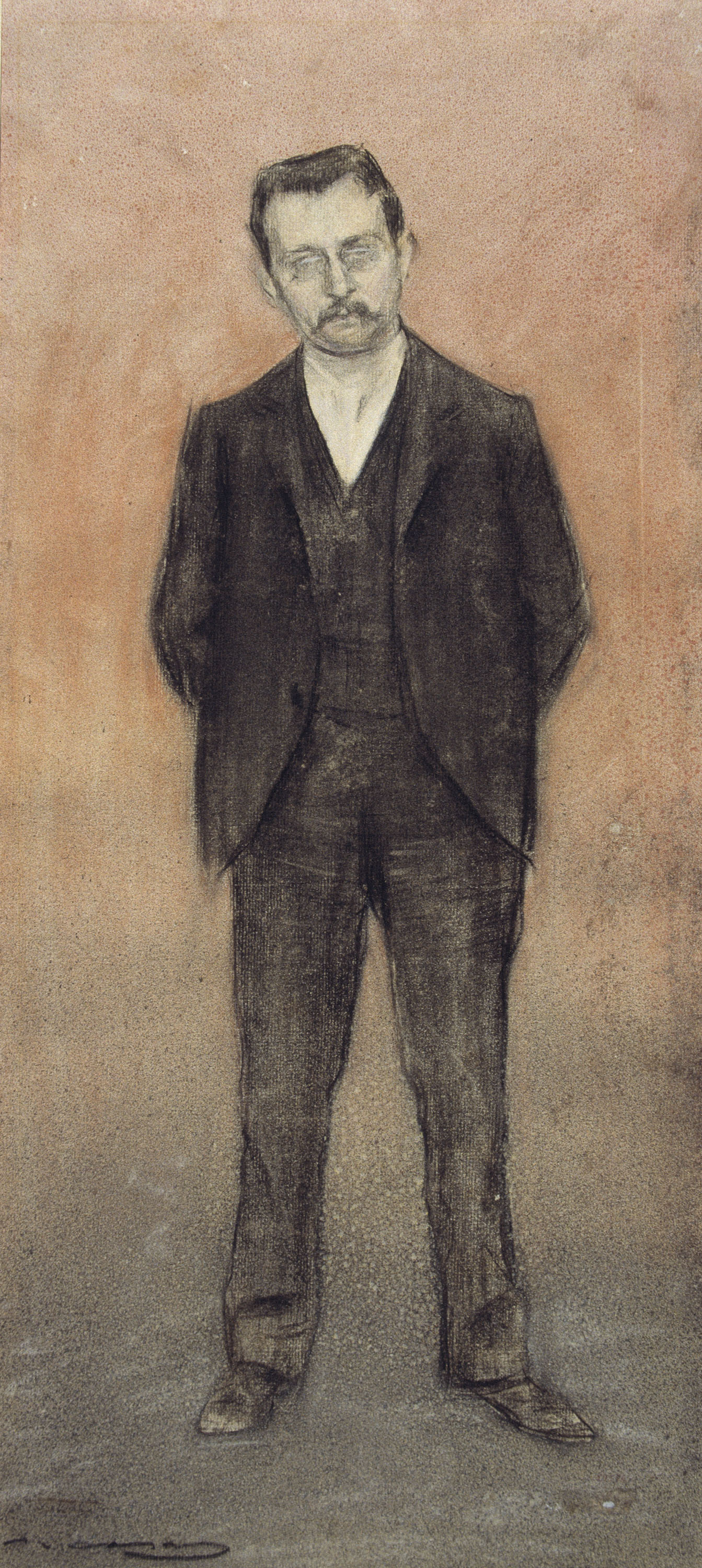
Prat de la Riba vist per Ramon Casas (MNAC).

Prat de la Riba va ser president de la Diputació de Barcelona (1907–1914), i com a tal, el 18 de juny del 1907 va fundar l'Institut d'Estudis Catalans a partir d'una proposta sorgida del I Congrés Internacional de la Llengua Catalana. Impulsà la creació de la Mancomunitat de Catalunya, de la qual va ser el primer president, el 6 d'abril del 1914, fins a la seva mort.
Prat de la Riba va saber unir esforços i iniciatives diverses: tot i que la promotora del projecte era la Lliga Regionalista, sense el suport del catalanisme republicà d'esquerra i dels catalans dels partits dinàstics espanyols no s'hauria aconseguit la unanimitat que va propiciar que, a final de 1913, el Govern d'Espanya aprovés un reial decret que autoritzava les diputacions provincials a mancomunar-se amb finalitats exclusivament administratives.
En el seu discurs inaugural després de ser elegit president de l'Assemblea de la Mancomunitat de Catalunya el 6 d'abril de 1914 a Barcelona, Prat de la Riba va destacar la importància del que s'havia aconseguit: «La Mancomunitat clou un període que comença amb la caiguda de Barcelona, amb el Decret de Nova Planta […] i n'inicia un altre, que és el demà […]», recordant que feia dos-cents anys que Catalunya havia perdut l'autogovern.
En l'àmbit de la llengua, Prat de la Riba va fer una crida a la unitat i a la disciplina dels catalans per les Normes ortogràfiques i, en conseqüència, les corporacions locals van adoptar la nova ortografia.

## Assoliments destacats
- Institut d'Estudis Catalans, 1907
- Reimpuls definitiu de l'Escola Industrial, 1907
- Escola d'Administració Pública de Catalunya, 1912
- Biblioteca de Catalunya, 1914; Escola Superior de Bibliotecàries, 1915; i, en general, l'impuls a la xarxa de biblioteques de Catalunya
- Mancomunitat de Catalunya, 1917

## Publicacions
- Prat de la Riba, Enric. La nacionalitat catalana.  Barcelona: Escola d'Administració Pública de Catalunya, 2007, p. 132. ISBN 978-84-393-7425-1 [Consulta: 11 abril 2014].
- Prat de la Riba, Enric. Per la llengua catalana.  Barcelona: Escola d'Administració Pública de Catalunya, 2008, p. 88. ISBN 978-84-393-7425-1 [Consulta: 11 abril 2014].

## Fons personal
El seu fons personal es conserva a l'Arxiu Nacional de Catalunya. El fons conté la documentació generada i rebuda per Enric Prat de la Riba i destaca especialment la documentació produïda en funció de la seva activitat professional, tant jurídica, literària com periodística (estudis jurídics, crítica literària, articles periodístics), la documentació relacionada amb la seva activitat política i associativa vinculada al Centre Escolar Catalanista, la Unió Catalanista, la Lliga Regionalista, la diputació provincial, la Mancomunitat de Catalunya (que inclou discursos, conferències, proclames, manifestos) i finalment la correspondència (amb cartes originals rebudes de nombroses personalitats del món polític i cultural del moment).
El fons també conserva documentació personal i familiar (memòries, diaris, agendes, correspondència familiar, etc.) i documentació sobre el productor del fons (monografies i articles).
La Biblioteca de Catalunya, la formació de la qual impulsà, conserva la seva biblioteca personal, un fons de 1811 llibres llegat per la seva vídua.